# Фонтана, Саммер
Саммер Фонтана (англ. Summer Fontana; род. 7 декабря 2008, Кантон, Огайо, США) — американская актриса кино и телевидения. Наиболее известна своей ролью Хоуп Майклсон в сериале «Первородные» и ролью Джин Грей в детстве в фильме «Люди Икс: Тёмный Феникс».

## Биография
Саммер родилась 7 декабря 2008 года в Кантоне, Огайо в семье Мередит и Брайана Фонтана. Саммер — единственный ребёнок в семье, но у неё много кузенов и кузин. В 2015 году семья девочки переехала в Атланту, Джорджия, где Саммер пошла на актёрские курсы. Девочка снялась в нескольких рекламных роликах, получала небольшие роли в кино. В 2017 году Саммер Фонтана была утверждена на роль Хоуп Майклсон в популярном американском сериале «Первородные», который и принёс ей известность. Именно после этой роли Саммер привлекла к себе внимание, она получила роль Джин Грей в фильме «Люди Икс: Тёмный Феникс», вышедшего в 2019 году. В настоящий момент девочка проживает в Атланте, штат Джорджия со своими родителями.

## Фильмография
| Год       |     | Русское название        | Оригинальное название  | Роль                       |
| --------- | --- | ----------------------- | ---------------------- | -------------------------- |
| 2015      | с   | Провидцы                | The Seers              | студентка №3               |
| 2016      | кор | Тётушка                 | Auntie                 | Алиса                      |
| 2016      | ф   | Новогодний корпоратив   | Office Christmas Party | Дарси                      |
| 2016      | кор | Обычные ведьмы          | Basic Witches          | Эддисон                    |
| 2016      | кор | Селфи Кармин            | Karmin's Selfie        | Кроха                      |
| 2017—2018 | с   | Древние                 | The Originals          | Хоуп Майклсон              |
| 2019      | ф   | Люди Икс: Тёмный Феникс | Dark Phoenix           | Джин Грей в детстве        |
| 2020      | ф   | Желание единорога       | Wish Upon A Unicorn    | Эмма Диндалл / Emma Dindal |
| 2020      | с   | Чужак                   | The Outsider           | Майя Мэйтланд              |
| 2020      | с   | Волшебники              | The Magicians          | филлорианский ребёнок      |
| 2021      | с   | Наследие                | Legacies               | Хоуп Маршалл               |